# Parti libéral impérial
Le parti libéral impérial (liberale Reichspartei) est un parti libéral conservateur créé de manière éphémère après la création de l'Empire allemand. Il existe de 1871 à 1874.

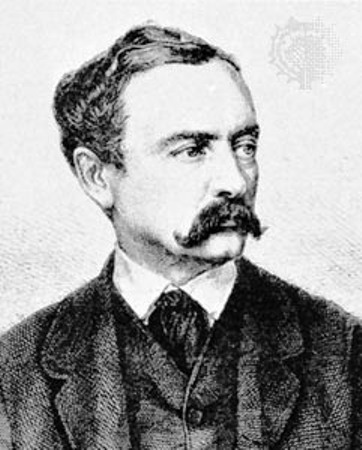
Le président Chlodwig zu Hohenlohe-Schillingsfürst.

## Histoire
En 1871, 30 députés libéraux du Reichstag décident de fonder le groupe parlementaire libéral impérial. C'est en fait une relique du groupe des « anciens libéraux ». Politiquement il se situe entre le parti national-libéral et le parti conservateur libre.
Au départ, le parti compte se dénommer parti impérial allemand, mais les conservateurs libres revendiquent déjà ce nom. Les deux partis soutiennent le chancelier impérial Otto von Bismarck. Le parti libéral impérial réclame cependant la liberté de la presse et la liberté d'association au contraire des conservateurs. Il souhaite une clarification des relations liant l'État à l'Église et soutient la politique dite du Kulturkampf. En 1873, il soutient la loi Miquel-Lasker qui étant les compétences impériales à la justice civile. Il rejette par contre les revendications des libéraux de gauche et des sociaux-démocrates pour une parlementarisation du système politique de l'Empire.
Le parti ne possède pas de véritable organisation. Il est un parti de notables. Les députés issus de la noblesse jouent ainsi un rôle important au sein du parlement, d'ailleurs la moitié du groupe parlementaire du parti fait partie de cet ordre social. Au niveau des divisions politiques, la moitié du groupe parlementaire a des aspirations fédéralistes et est protestante, l'autre moitié étant libérale et catholique. Le président du groupe parlementaire est L'ancien ministre-président de Bavière et futur chancelier impérial Chlodwig zu Hohenlohe-Schillingsfürst. Quand il est nommé ambassadeur à Paris en 1874, une grave crise éclate au sein du parti. Aux élections de 1874, le parti ne compte que 3 députés : 2 rejoignent le groupe parlementaire des conservateurs libres, le dernier celui des nationaux-libéraux. Le parti disparaît alors.